# Orthostichidium elongatum
Orthostichidium elongatum är en bladmossart som beskrevs av Brotherus 1906. Orthostichidium elongatum ingår i släktet Orthostichidium och familjen Pterobryaceae. Inga underarter finns listade i Catalogue of Life.